# Stele van Mesha

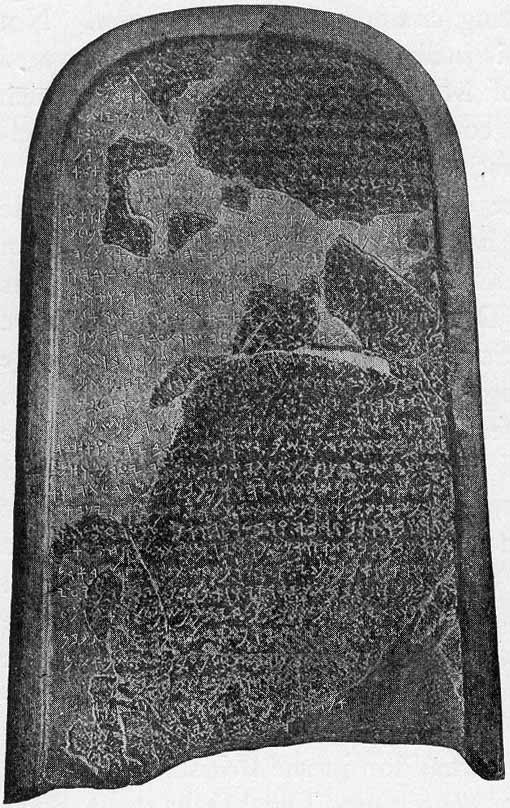
Foto van de Stele van Mesha (rond 1891)

De Stele van Mesha of Moabitische Steen is een stele van zwart basalt met daarin een inscriptie van koning Mesha van Moab uit de 9e eeuw v.Chr.. De steen is herontdekt in 1868 in Dhiban in het huidige Jordanië.  
De inscriptie telt 34 regels tekst die geschreven zijn in het Moabitisch, met het Kanaaïtische schrift. De steen is 124 cm hoog en 71 cm breed en diep en is aan de bovenzijde afgerond. De tekst beschrijft Mesha's overwinning op het koninkrijk Israël.
De steen is nu te bezichtigen in het Louvre te Parijs. 